# Single Tree Hill
Single Tree Hill är en bergstopp i Sri Lanka.   Den ligger i provinsen Centralprovinsen, i den södra delen av landet, 100 km öster om huvudstaden Colombo. Toppen på Single Tree Hill är 2 100 meter över havet, eller 69 meter över den omgivande terrängen. Bredden vid basen är 0,70 km.
Terrängen runt Single Tree Hill är kuperad åt sydost, men åt nordväst är den bergig. Runt Single Tree Hill är det tätbefolkat, med 570 invånare per kvadratkilometer. Närmaste större samhälle är Nuwara Eliya, 3,0 km nordost om Single Tree Hill. I omgivningarna runt Single Tree Hill växer i huvudsak städsegrön lövskog.